# 王希勤
王希勤（1968年6月—），江苏泰县人，曾任清華大學校長。男，汉族。1996年8月参加工作，1990年11月加入中国共产党。

## 經歷
1983年考入江苏省姜堰中学。1986年9月，考入清华大学无线电电子学系（1989年更名为电子工程系）。1991年7月，本科毕业。1991年9月，免试推荐直接攻读电子工程系博士学位。1996年8月，博士毕业留校工作。曾任电子工程系党委副书记、副主任。2006年12月，任电子工程系主任。2010年11月，任信息科学技术学院副院长。2012年8月，任人事处处长、人才资源开发办公室主任。2015年9月，任监察工作委员会副主任。2016年2月，任校长助理。2016年12月，任清华大学党委常委、副校长。2018年10月任清华大学党委常委、常务副校长。
2022年2月25日，擔任清華大學校長，2023年12月22日卸任。同年12月30日担任副部长级的国家自然科学基金委员会副主任。